# That’s Love
That’s Love – drugi singel promujący dziewiąty album niemieckiego zespołu Blue System, 21st Century. Został wydany w 1994 roku przez wytwórnię Hansa International.

## Lista utworów
7" (Hansa 74321-20507-7) (BMG) rok 1994
| Nr | Tytuł                       | Długość |
| -- | --------------------------- | ------- |
| 1. | That’s Love (New Radio Mix) | 3:27    |
| 2. | That’s Love (A-Capella Mix) | 3:32    |

CD (Hansa 74321-20507-2) (BMG) rok 1994
| Nr | Tytuł                       | Długość |
| -- | --------------------------- | ------- |
| 1. | That’s Love (New Radio Mix) | 3:27    |
| 2. | That’s Love (Love Version)  | 3:33    |
| 3. | That’s Love (Maxi Version)  | 3:57    |
| 4. | That’s Love (a-capella mix) | 3:32    |
| 5. | That’s Love (Album Version) | 3:32    |

## Autorzy
- Muzyka: Dieter Bohlen
- Autor Tekstów: Dieter Bohlen
- Wokalista: Dieter Bohlen
- Producent: Dieter Bohlen
- Aranżacja: Dieter Bohlen
- Współproducent: Luis Rodriguez